# The Usurer (film, 1913)
Pour les articles homonymes, voir The Usurer.
Pour plus de détails, voir Fiche technique et Distribution.
The Usurer est un film muet américain réalisé par George Melford, sorti en 1913.
D. W. Griffith avait déjà réalisé un film produit par l'American Mutoscope and Biograph Company sorti en 1910 qui portail le même titre.

## Fiche technique
- Titre : The Usurer
- Réalisation : George Melford
- Assistant-réalisateur : Storm Boyd
- Scénario :
- Producteur :
- Société de production : Kalem Company
- Société de distribution : General Film Company (États-Unis)
- Pays d'origine :  États-Unis
- Langue : film muet avec les intertitres en anglais américain
- Métrage : 300 m (1 bobine)
- Format : Noir et blanc — 35 mm — 1,33:1 — Muet
- Genre : Film dramatique
- Durée : 10 minutes
- Dates de sortie : 
  -  États-Unis : 6 janvier 1913

## Distribution
- Carlyle Blackwell : David Mills
- Francelia Billington : Bessie Mills
- William H. West : Grydes, L'usurier
- George Melford : Ernest Renard, un philanthrope
- Jane Wolfe : Béatrice Renard, la sœur d'Ernest